# Bashundhara Kings
Bashundhara Kings (em bengali:  বসুন্ধরা কিংস) é um time de futebol de Nilphamari, Bangladesh. Eles conquistaram o título da Bangladesh Championship, a segunda divisão de seu país, em sua primeira participação.

## História
O clube iniciou sua jornada de futebol com a Liga Pioneira DCC (N&S), onde terminou a liga na 3ª posição. O clube foi promovido a Liga de Futebol da Terceira Divisão, mas eles decidiram jogar Bangladesh Championship League, que é a liga de segunda linha do país, cumprindo todas as condições para participar. Em março de 2017, o clube recebeu sinal verde da Federação de Futebol de Bangladesh para participar. 

## Títulos
- Bangladesh Championshiop: 5 (2017, 2021, 2022, 2022/23, 2023/24)

- Taça da Independência: 1 (2018)